# Georges Kopp
Georges Kopp, (Sant Petersburg, 1902 – Marsella, 15 de juliol de 1951) fou un enginyer que havia residit 25 anys a Bèlgica i es va oferir voluntari per a lluitar contra el feixisme quan esclatà la Guerra Civil espanyola.

## Biografia
Durant la guerra, primer va esdevenir comandant del 3r Regiment de la Divisió Lenin, una milícia que pertanyia al Partit Obrer d'Unificació marxista (POUM) que va prestar servei actiu al front d'Aragó, i que posteriorment es va incorporar a l'exèrcit regular com a 29a Divisió de l'Exèrcit Popular del govern republicà, convertint-se Kopp en capità de la 45a Brigada Mixta de l'Exèrcit Popular de la República
George Kopp és mencionat per l'escriptor George Orwell al seu llibre Homenatge a Catalunya (1938). Orwell dona testimoni de la valentia personal de Kopp a l'episodi dels Fets de maig de Barcelona en aconseguir evitar un vessament de sang més gran. La subsegüent proscripció del POUM (16 de juny de 1937) va fer que els seus membres fossin arrestats i empresonats, i Orwell es refereix als seus esforços ineficaços per aconseguir que Kopp fos alliberat de la presó. Finalment, Kopp sortí de la presó al cap de 18 mesos, després d'haver estat interrogat per agents del NKVD, i el 1939 aconseguí arribar a Anglaterra, on va rebre les atencions del cirurgià toràcic Lawrence O'Shaughnessy, (germà d'Eileen O'Shaughnessy i, per tant, cunyat d'Orwell), i la seva esposa, Gwen.
A l'esclat de la Segona Guerra Mundial el setembre de 1939, es va unir a la Legió Estrangera i lluità a la batalla de França els mesos de maig i juny de 1940. Va ser greument ferit i fet presoner, però aconseguí escapar d'un hospital militar i es va incorporar a la caserna de la Legió Estrangera a Algèria, però a causa de la seva salut fràgil, se li va permetre d'abandonar la Legió. Posteriorment, va començar a treballar com a enginyer a Marsella durant el Règim de Vichy. Va utilitzar la seva feina com a tapadora per a treballar per a la Intel·ligència Naval Britànica. Quan el seu anell d'espionatge va ser descobert, va ser expulsat de França.
L'MI5 va reconèixer el valor de la seva labor i va ajudar-lo a instal·lar-se a Anglaterra. L'oficial del cas fou Anthony Blunt.
Anteriorment casat amb Germaine Warnotte, el 1944 es va casar amb la germana de Gwen O'Shaughnessy, Doreen Hunton, i es van instal·lar a Escòcia.
Kopp va mantenir correspondència amb Orwell força temps. Fins i tot li va enviar cartes de França estant durant la guerra. L'amistat es va refredar a finals de 1940, quan l'MI5 va preguntar a Orwell quina mena d'home era Kopp i els va dir que era un home "apolític". Una persona lleial, impulsada per honestos sentiments antinazis, però també aventurera. Després de la seva arriscada carrera militar, es va convertir en l'inventor d'un buggy, una rentadora i una màquina de garbellar sorra. El seu major èxit va ser l'escalfador Tinto. Els seus eren uns dissenys avançats al seu temps, però li mancava vocació comercial i els seus problemes financers gairebé l'arruïnen. Va anar a França per fer un treball de consultoria en la indústria petroquímica.
Georges Kopp va morir el 1951 a Lei Penas a causa de complicacions causades per les seves ferides de guerra.
La descripció d'Orwell sobre Kopp ha estat qüestionada Segons aquesta font, Kopp havia inventat la major part del seu propi passat, per exemple, va afirmar haver estat belga i haver servit a l'exèrcit belga. Tot i que els records personals demostren que Kopp va comprendre la transcendència de la Guerra Civil espanyola, també va admetre que simplement fugia d'un matrimoni acabat, ja que tenia una exesposa, Germaine Warnotte, i cinc fills petits quan va anar a Espanya.
Un dels biògrafs d'Orwell, Jeffrey Meyers, va suggerir en el seu Orwell: Wintry Conscience of a Generation (2000), que Georges Kopp fou la principal inspiració d'Orwell quan va crear el personatge d'O'Brien de 1984.